# 10-й гвардейский танковый корпус
10-й гвардейский танковый Уральско-Львовский Краснознамённый, орденов Суворова и Кутузова добровольческий корпус (сокр. 10 гв. тк) — тактическое соединение Рабоче-крестьянской Красной армии в годы Великой Отечественной войны.
После войны танковый корпус переформирован в танковую дивизию и располагался на территории ГДР. После вывода из Германии дивизия дислоцировалась в г. Богучар.

## История

### Создание
23 октября 1943 года по радио в 22:30 было сообщено, что 30-й Уральский добровольческий танковый корпус преобразован в 10-й гвардейский Уральский добровольческий танковый корпус.
Почти через три месяца после ввода в бой приказом народного комиссара обороны СССР № 306 от 26 октября 1943 года преобразован в 10-й гвардейский Уральский добровольческий танковый корпус. Всем частям корпуса было присвоено наименование «гвардейских». 18 ноября 1943 года частям и соединениям корпуса в торжественной обстановке вручены гвардейские знамёна.
В приказе И. В. Сталина значилось:
За проявленную отвагу в боях за Отечество с немецкими захватчиками, за стойкость, мужество, дисциплину, организованность, за героизм личного состава, преобразовать 30-й Уральский добровольческий танковый корпус в 10-й гвардейский Уральский добровольческий танковый корпус, командир которого генерал-лейтенант танковых войск Родин Г. С.
18 ноября состоялся день приёма гвардейского знамени. Знамя вручил командующий 4-й ТА — гвардии генерал-лейтенант танковых войск В. М. Баданов перед строем всего личного состава корпуса. Личный состав принял клятву гвардейцев.
21 ноября на основании директивы ГШК № орг /3/ 140939 от 29.10 — командирам отдан приказ № 0132 о переименовании соединений и частей корпуса:
- 197 тбр → 61 гв. тбр
- 243 тбр → 62 гв. тбр
- 244 тбр → 63 гв. тбр
- 30 мсбр → 29 гв. мсбр
- 1621 сап → 356 гв. сап
- 1513 иптап → 357 гв. иптап
- 219 зенап → 359 гв. зенап
- 299 минп → 299 гв. минп
- 742 иптадн → 62 гв. иптадн
- 743 сапб → 131 гв. сапб
- 390 обс → 152 гв. обс
- 88 мцб → 7 гв. мцб

Периоды вхождения в состав Действующей армии:
- 27 февраля 1944 года — 11 мая 1945 года[4]

### Участие в Великой Отечественной войне
Танковый корпус включён в 4-ю танковую армию (с марта 1945 года — 4-я гвардейская танковая армия). Первый бой корпус принял 27 июля 1943 года во второй фазе Курской битвы — в Орловской наступательной операции. Почти через три месяца после ввода в бой приказом Народного Комиссара обороны СССР № 306 от 26 октября 1943 года 30-й Уральский добровольческий танковый корпус был преобразован в 10-й гвардейский Уральский добровольческий танковый корпус. Всем частям корпуса было присвоено наименование гвардейских. 18 ноября 1943 года частям и соединениям корпуса в торжественной обстановке вручены Гвардейские Знамёна.
Боевой путь корпуса от Орла до Праги составил свыше 5500 километров. Уральский добровольческий танковый корпус участвовал в Орловской, Брянской, Проскуровско-Черновицкой, Львовско-Сандомирской, Сандомирско-Силезской, Нижне-Силезской, Верхне-Силезской, Берлинской и Пражской наступательных операциях.
После разгрома противника на Орловском плацдарме в связи с большими потерями в личном составе и технике корпус был выведен на доукомплектование в Калужскую область.

#### Проскуровско-Черновицкая операция
После пополнения и обучения корпус принял участие в Проскурово-Черновицкой операции 1-го Украинского фронта, проведённой с 4 марта по 17 апреля 1944 года.
| К началу операции основных видов вооружения корпус имел: - Танки Т-34 — 200 шт. - Танки МК-9 — 10 шт. - САУ СУ-85 — 21 шт. - Орудий 85 мм — 12 шт. - Орудий 76 мм — 24 шт. - Орудий 57 мм — 24 шт. - Орудий 45 мм — 12 шт. - Орудий 37 мм — 16 шт. - Миномётов 120 мм — 42 шт. - Миномётов 82 мм — 30 шт. - РСЗО М-13 — 8 шт. | Исходя из обеспеченности боеприпасами и ГСМ готовы воевать были: - Танки Т-34 — 85 шт. - Танки МК-9 — 10 шт. - САУ СУ-85 — нет. - Орудий 85 мм — нет. - Орудий 76 мм — 12 шт. - Орудий 57 мм — нет. - Орудий 45 мм — 6 шт. - Орудий 37 мм — 12 шт. - Миномётов 120 мм — нет. - Миномётов 82 мм — нет. - РСЗО М-13 — 7 шт. |

Из пехоты готовы были только 16 % личного состава. Запасы ГСМ на 2 заправки, боеприпасы до 2-х б/к.
Корпус прибыв в район сосредоточения имел топлива на 0.6 заправки, отстала артиллерия. К назначенному сроку 3 марта вышла только 61-я гв. танковая бригада и часть 63-й гв. танковой бригады (всего 43 танка из 130). Командованию про ослабление корпуса не доложили, поэтому уральцы начали операцию без артиллерии и с дефицитом топлива, продовольствия и боеприпасов.
23-й стрелковый корпус 60-й армии имел задачу взять переправы через реку Горынь в районе Ямполь Каменец-Подольской области, чтобы обеспечить ввод 10-го гв. тк в прорыв. Противник имел в полосе наступления слабые части, что позволило с ходу форсировать реку Горынь и наступать на юг. К исходу 3 марта 1944 3-я сд вышла на рубеж Дедковцы — Погорельцы — Миклаши — Сушевцы. Местность была труднопроходимой без шоссейных дорог на юг.
Местность в полосе наступления холмистая, пересечённая множеством мелких рек и озёр. Грунт чернозёмный, с наступлением оттепели делающийся непроходимым для колёсного транспорта. Мартовская оттепель сделала грунтовые дороги непроходимыми для колёсных машин и перегружали двигатели гусеничных машин. Реки мешали манёврам танков. За время боёв артиллерия и миномёты регулярно отставали из-за распутицы, так как буксировались колёсным транспортом.
4 марта 61 и 63 гв. тбр перешли в наступление. 63 гв. тбр к концу дня овладела Белозиркой на востоке Тернопольской области.
5 марта 61 гв. тбр с двумя батареями 356-го гв. сап достигла овладели Ожиговцами в 7 км от Волочиска. 62 гв. тбр из района Суража сосредотачивается в Марьяновке с 44 танками на ходу. Туда же прибыла 29 гв. мсбр с 299 гв. минп на отдых.
Несмотря на отставание частей корпуса, комкор принял решение продолжать наступать на Фридриховку (местечко рядом с Волочиском) имеющимися силами танковых бригад с целью перехвата ж/д путей и шоссе.
6 марта 61 гв. Свердловская тбр, форсировав безымянный ручей, ворвалась в Фридриховку у сахарного завода и на станцию Волочиск на границе Тернопольской и Хмельницкой областей. За день гарнизон был разгромлен. Затем немцы провели контратаку силами 8—10 танков Т-6, одного бронепоезда и до батальона пехоты. Было уничтожено до 130 чел. л/с противника. К 20:00 в Фридриховку вошли 2 батальона 29-й гв. мсбр. От 62-й гв. тбр вошли 26 танков. Захвачены склады противника с ГСМ и продовольствием. Затрофеено 140 автомашин, 170 тракторов, 2 танка Т-6 и пр. Противник, по итогам боя, потерял более 200 чел. убитыми. Пленено 48 солдат и офицеров вермахта.
62 гв. Пермская тбр перешла под командование 3-й гв. ТА гв. генерал-полковника Рыбалко и выступила в 13:00 в район местечка Купель в составе 18 танков. Бригада действовала 8—15 марта с юга на Староконстантинов в составе 7-го гв. танкового корпуса. Военный совет 3-й гв. ТА выразил благодарность всему личному составу бригады.
63 гв. Челябинская тбр силами 5 танков и 5 СУ-85 овладели Гнилицы. В районе Медин и Скорики в боях потеряно 2 танка и 3 СУ-85.
7—8 марта 61 гв. тбр, 29 гв. мсбр и две батареи 356-го гв. сап отражали атаки противника на Фридриховку. В 2:00 противник в числе 7 танков Тигр и 6 танков Пантера с десантом автоматчиков ворвался на восточную окраину Фридриховки в район МТС и завязал бой. Подобные атаки были не единичны. Противник со стороны Корыстова (с востока) контратаковал с танками «Тигр» и САУ «Фердинанд». Немцы стремились овладеть переправой, потеряв три танка. За период боёв бригада потеряла 11 танков Т-34.
63 гв. тбр с батареей СУ-85 недалеко вела бои по овладению Подволочиском. 1 тб атаковал в направлении Супрановки, перерезав ж/д Подволочиск — Тарнополь, где закрепился, контратакуемый противником. 3 тб с 10 танками овладел Старомищиной, двигаясь на северную окраину Подволочиска, где был остановлен сопротивлением противника.
9—10 марта бои за Фридриховку продолжались. Противник из района Волочиска обстреливал порядки 29-й гв. мсбр из бронепоезда, САУ и миномётов. 3 мсб к 10:00 овладел Копачёвкой. 1 мсб овладел Поляны.
63 гв. тбр отражала немецкое наступление у Супрановки. Самолётами У-2 для бригады доставили 2 тонны дизтоплива. Миномётная батарея 299-го гв. минп заняла позиции в овраге 500 м южнее Волочиска.
11 марта части корпуса (29 гв. мсбр, 1159 сп, 61 гв. тбр, 356 гв. сап) вели с ночи бои по овладению Волочиском и овладели им. Из-за сильного артогня 63 гв. тбр отвела танки из Супрановки в Скорики. 2 самолёта Ю-87 обстреляли переправу в Скорики повредив 1 танк. Снабжение патронами, артминами, ГСМ осуществлялось самолётами У-2 из-за непроходимых дорог для колёсных машин.
12 марта 29 гв. мсбр разгромила колонну противника возле Фридриховки и, затем, к вечеру овладела Каневкой, Петровкой и Тарнорудой. 63 гв. тбр с 2-м тб 61-й гв. тбр сосредоточилась возле Качановки.
Удар 10-го гв. тк в районе Ямполя и продвижение в район Фридриховки явился неожиданностью для противника и поставил под угрозу снабжение проскуровской группировки противника. Поэтому 7—12 марта противник организовал круглосуточные контратаки с целью оттеснить 10 гв. тк от шоссе и ж/д. 10-му гв. тк противостояли остатки 291-й пехотной дивизии, бригады СС «Лангемарк», 725 сапб, 7 тб, 505 ттб с танками Т-6. В сумме противник имел эквивалент до 2 пехотных полков, не менее 20—25 танков и свыше 10 САУ. 10 гв. тк потерял в ходе овладения местечками Фридриховка и Волочиск: 42 танка (безвозвратно 32), 13 САУ (безвозврано 9), 10 % личного состава. Высокие потери танков вызваны отсутствием артподдержки.
14—15 марта 10 гв. тк сдал позиции 226-й и 351-й сд и сосредоточился в районе Каменки, Росоховатеца и Коршиловки в Тернопольской области. 63 гв. тбр вышла в район Романовки, Панасовки, Великие Борки, Смыковцы. Корпусные тылы расположились в Скориках. Артиллерия корпуса (356 гв. сап, 357 гв. иптап, 248 гв. минд, 62 гв. иптадн, 299 гв. минп, 359 гв. зенап) и 29 гв. мсбр сосредоточились в Романовом Селе. КП корпуса в Киданцы.
17 марта 188 пп и 68 пд противника из рощ южнее Романовки обошли Романовку с востока, пересекли шоссе Подволочиск — Тернополь и подойдя к реке Дзюрава начали идти на север и к востоку от реки. К рассвету автоматчики подошли к мельнице в 1.5 км западнее Романова Села и по лощине на Киданцы. 29 гв. мсбр вела бои по уничтожению прорвавшегося противника в направлении Романова Села восточнее Романовки. В результате 188 пп к 11:30 потерял 250 солдат убитыми и взято в плен 150 чел. Особенно отличился гв. ст. лейтенант Яготин, который увидел до 100 солдат противника врезался в их боевые порядки и вместе с экипажем уничтожил до 50 солдат.
21 марта с 10:00 10-й гв. танковый корпус перешёл в наступление в направлении Скалата. К 17:30 29 гв. мсбр при поддержке 62-й гв. тбр и 62-м гв. иптадн овладела Скалатом.
63 гв. тбр с 357 гв. иптап наступали в направлении Новосёлка Скалацка, к 17:30 перерезав шоссе Скалат — Городница, завязав бои в последней.
КП корпуса подверглись авиаудару в районе Хмелиска силами 27 Ю-87.
22 марта 10 гв. тк наступает на пгт Гримайлов (Гжималув), выбив противника оттуда. Велись бои по овладению станцией Скалат юго-западнее Скалата.
24 марта противник отходил к югу. 63 гв. тбр овладела местечком Скала-Подольская, Оринин и Должком, отрезав противнику отход в юго-западном направлении. В Скале захвачено 40 тонн бензина и до 40 автомашин. На шоссе Должок — Каменец-Подольский противник оставил до 1000 автомашин.
61 гв. тбр с 357 гв. иптап наступали в направлении Каменец-Подольского.
62 гв. тбр обороняла м. Гусятин. К востоку в Ольховцах и Чемеровцах находилось несколько рот пехоты и несколько танков противника. Их снабжением занималась военно-транспортная авиация люфтваффе.
24 марта 4-й танковой армии Д. Д. Лелюшенко было приказано овладеть Каменец-Подольским 25 марта. Перед штурмом города 10-й гв. тк располагал:
- 29-я гв. мсбр: 200 чел., 50 орудий, 13 миномётов;
- 61-я гв. тбр: 30 чел., 5 танков, 2 СУ-85, 1 67-мм орудие;
- 63-я гв. тбр: 60 чел., 8 танков;
- 357-й гв. иптап: 6 орудий;
- 248-й и 312-й гв. минд: 12 РСЗО «Катюша».

25 марта 61 гв. тбр овладела пригородом Каменец-Подольского — Зиньковцами и завязала бои на окраинах города. В Зиньковцах захвачено до 500 автомашин. Переправу через р. Смотрич удерживали три танка Тигр, автоматическая пушка и до двух пехотных рот.
В 17:00 25 марта после залпа РСЗО М-13 в 17:00 части РККА (10 гв. тк, 1/16 мбр и 49 мбр 6-го гв. мк) перешли к штурму города. Кроме войск, город обороняли 5000 жандармерии и зондер-команды. Воины 29-й гв. мсбр и 61-й Свердловской тбр с юго-западной стороны с ходу форсировали реку Смотрич и вошли в город Каменец-Подольский. 63-я гв. Челябинская тбр вошла в город со стороны Русских Фольварков. К 20:00 29 гв. мсбр форсировала Смотрич у моста и обеспечила плацдарм для танков на восточном берегу реки. Мост взорван не был, что позволило 61-й гв.тбр переправить танки в город. С юго-запада моторизованный батальон автоматчиков (МБА) 63-й гв. тбр с 2 танками завязал бой с юго-запада, кроме того бригада держала оборону на западных окраинах Должока. 1/16 мбр шла с севера, 49 мбр с северо-востока.
К 10:00 26 марта город Каменец-Подольский был очищен от противника. Захвачено свыше 4000 автомашин, 10 танков, 4 САУ, 20 орудий разного калибра, до 400 пулемётов, 500 мотоциклов, 2000 винтовок и ПП, до 10 продовольственных складов. Уничтожено свыше 2000 солдат и офицеров противника, пленено свыше 1000 человек (из них 600 в госпитале). Стремительность штурма не позволила взорвать мост, электростанцию, спиртзавод и пр. предприятия.
28 марта противник силами двух пехотных полков, 30 танков (из них до 15 Т-6) атаковал Каменец-Подольский с северо-востока и с запада. Местами потеснил части РККА, заняв шоссе Жердя — Должок — Рыхта.
61 гв. тбр выступила на рассвете из предместья Белановка в направлении местечка Шатава. В районе Гуменцы противник организовал засаду и сжёг 7 танков.
63 гв. тбр на северной окраине Должока атакована 16 танками противника, прорвавшегося с севера из района Пудловцев. Бригада потеряла 6 танков, Должок был утерян. Поддержку 63-й гв. тбр оказывали миномётчики 29-й гв. мсбр, рассеяв до двух взводов немецкой пехоты и миномётная батарея.
Окружённая проскуровская группировка вермахта в составе 1-й, 7-й, 16-й и 17-й тд, 18-й, 68-й, 359-й, 389-й и 371-й пд, отходящая к местечкам Дунаевцы и Шатава к северо-востоку от Каменец-Подольского, преследовала цель вернуть контроль над Каменец-Подольским для беспрепятственного отступления на запад. К северу от Каменец-Подольского группировка из 9 танковых, 10 пехотных и одной моторизованной дивизий противника попала в окружение. В ходе прорыва немцы нанесли ощутимые потери УДТК. Погиб командир 29-й гв. мсбр полковник М. С. Смирнов имевший за плечами 20-летнюю службу в армии. За бои Каменец-Подольском и области более 5 тысяч уральских танкистов были награждены. 61-й гв. Свердловской тбр дали орден Красного Знамени.
29 марта противник со стороны Мукша-Китайгородская, Борышковцев и Должока с двух сторон атаковал город. По показаниям пленных со стороны Дунаевцы двигалось до 4000 автомашин и обозы пехотных дивизий. Командование РККА приняло решение наступать на Дунаевцы и не дать противнику отойти за Днестр. Все соединения каменец-подольского оборонительного района были подчинены командарму 4-й танковой армии — генерал-лейтенанту танковых войск Лелюшенко. Командование обороной города возложено на комкора 10-го гв. УДТК — гвардии генерал-майора танковых войск Белова. Комкор, совместно с частями 121-й сд и 49-й мбр создал 4 противотанковых района. Для борьбы с танками создавались диверсионные отряды из русских военнопленных «для искупления вины перед Родиной». К исходу дня истощились боеприпасы из-за непрестанных атак противника. Подвоз всех видов довольствия через местечко Скала-Подольская был крайне затруднён с 26 марта. Для снабжения была организована посадочная площадка для самолётов в 300 метрах южнее Мукши-Китайгородской.
62 гв. тбр продолжала, в отрыве от основных сил сосредоточенных в Каменец-Подольском, вести бои в Бережанке, оттеснив противника в Кугаевцы.
Столкнувшись с сопротивлением 4-й ТА, противник стал обтекать город и уходить через Слободку-Гуменецкую, Пудловцы, Должок на юго-запад. Удержать противника в котле недоставало сил.
30—31 марта каменец-подольский гарнизон удерживал позиции под атаками противника. Противник имел посадочные полосы в Раивке и Колубаевцах, через которые снабжал свои войска и вывозил раненых. Немцы, не считаясь в потерями, атаковали, пытаясь нащупать слабые места в обороне РККА.
1 апреля 705-й сп 121-й сд овладел Зиньковцами, но бы вытеснен к реке Смотрич с помощью 3 танков Т-6 при поддержке пехоты. 49 мбр уничтожила до батальона противника в районе Мукши-Китайгородской встретилась с 472-м стрелковым полком 100-й сд, шедшей с востока. 574 и 705 сп 121-й сд в районе Зиньковцев уничтожили до 300 солдат и офицеров противника.
5 апреля корпусу приказано выйти в район Ромашовка, Косов и Белого Потока северо-западнее Чорткова.
8—11 апреля противник занял Переволоку (Пшевлока) и вёл бой при поддержке ВВС у Старых Петликовцев, наступая в направлении Бобулинцев. 29 гв. мсбр закрепилась восточнее Старых Петликовцев, обороняя высоту 391.9 и перекрёсток дорог. Вместе с 10-м гв. тк сражалась 147 сд. Бойцы уничтожали противника, пытавшегося переправиться через реку Стрыпа и проникавшие отряды через лес севернее Старых Петликовцев.
На 10 апреля корпус имел по списку 190 танков, в строю 17, в ремонте 89, капит. ремонте 34, безвозвратно 100. СУ-85 по списку 21, в строю 1, в ремонте 2, безвозвратно 18.
14—18 апреля корпус и 148 сд перешли в наступление на Курдыбановку. Противник усиленно контратаковал, используя танки, штурмовые орудия, гаубицы, миномёты и авиацию. Курдыбановка переходила из рук в руки. Вражеская авиация группами 2—7 самолётов бомбила боевые порядки РККА в Старых Петликовцах, Осовцах, Бобулинцах, Курдыбановке. Потери вермахта доходили до 330 человек в день. 147-ю сд сменила 276 сд.
В ходе Проскуровско-Черновицкой операции разгромлены 1-я и 4-я танковая и 8-я полевая армии вермахта. Важность операции подчёркивается награждением орденом «Победа» командующего войсками 1-го Украинского фронта маршала Г. К. Жукова за умелое выполнение заданий Верховного Главнокомандования.
За период боевых действий 4 марта — 18 апреля корпус прошёл 400 км, освободил свыше 600 населённых пунктов, включая областной центр Каменец-Подольский. Полностью разгромлены части 68-й пд, 7-й тд, бригады СС «Лангемарк», офицерская штрафная рота. Нанесены тяжёлые поражения частям 1-й тд, 359-й, 389-й, 371-й пд, отдельному тяжёлому батальону танков Т-6, отдельному дивизиону штурмовых орудий «Фердинанд». Уничтожено 19850 солдат и офицеров, 97 танков (из них 38 Т-6), 52 самоходных орудия, 100 орудий разного калибра. Взято в плен 1612 солдат и офицеров.
Потери 10-го гв. танкового корпуса в личном составе и технике:
- убито: офицеров 101, сержантов 408, рядовых 531;
- ранено: офицеров 168, сержантов 585, рядовых 929;
- пропало без вести: 20 офицеров, 69 сержантов, 224 рядовых;
- всего: офицеров 289, сержантов 1062, рядовых 1684
- всего потери в личном составе: 3035 человек.
- потеряно 113 танков Т-34, 2 танка МК-9, 19 СУ-85.[5]

#### Львовско-Сандомирская операция
С 16 июля по 15 августа 1944 УДТК принимал участие в Львовско-Сандомирской операции с целью освобождения западной Украины.
17 июля 1944 4-я гвардейская танковая армия наступала в направлении г. Золочев, который взяла Свердловская танковая бригада. Корпус затем продолжил движение, обходя Львов с юга. Фронт предписал 4-й и 3-й гв. ТА взять Львов. Продвижению мешала болотистая местность и минирование дорог и мостов противником. В ночь с 19 на 20 июля корпус вышел к юго-восточной окраине Львова, через Романов и Видники. Первыми во Львов вошла 63-я гв. Челябинская бригада полковника М. Г. Фомичева. К каждому танковому батальону придавались 3—5 тяжёлых танков и рота автоматчиков. Разведчики Челябинской бригады лейтенант Д. М. Потапов и младший лейтенант П. П. Кулешов на своих танках попали в окружение и около 2 суток воевали в отрыве от основных сил. Оба офицера получили звание Героя Советского Союза. Взвод разведчиков 62-й гв. Пермской бригады захватил и удержал ж/д станцию Львова. Мотострелковый батальон 29-й гв. мсбр под командованием А. Х. Ишмухаметова ликвидировал 900 солдат противника за что получил звание Героя Советского Союза. Экипаж танка Т-34 «Гвардия» 63-й гв. Челябинской бригады водрузил знамя над ратушей Львова. После этого экипаж вынужден был воевать в окружении 6 суток, за что механик-водитель старший сержант Ф. П. Сурков и командир 63-й гв. тбр М. Г. Фомичёв получили звания Героев Советского Союза. К 27 июля город был освобождён. За взятие города 10-му гв. танковому корпусу, 61-й гв. Свердловской тбр, 72-му гв. ттп, 359-му гв. зенитному и 1688-му иптап присвоили почётное наименование «Львовский». Командующий 1-м Украинским фронтом И. С. Конев так оценил УДТК во время боёв за Львов:

…корпус дрался хорошо, но гитлеровцам удалось его отсечь от остальных сил армии… 10-й гвардейский танковый корпус вообще можно назвать одним из лучших во всех отношениях, в том числе и в вопросах организации совершения маршей, дисциплины и ведения боя.— 
28 июля 1944 10-й гв. тк вышел к реке Днестр, наступая на ж/д станцию, овладев ею 4 августа. После форсировал реки Сан и Вислок, войдя на современную территорию Польши.
Приказом командующего 1-м Украинским фронтом 4-й гв. танковой армии было предписано к 15 августа сосредоточиться в лесном районе южнее и восточнее Сташува на сандомирском плацдарме в Сташувском повете Свентокшиского воеводства. Для этого армия совершила 400-километровый переход и 15 августа сосредоточилась на сандомирском плацдарме, где до 30 августа вела бои по удержанию плацдарма. Таким образом 10-й гв. тк завершил Львовско-Сандомирскую операцию, пройдя 350 км с боями. Из недостатков командованием отмечены низкий темп наступления, отсутствие глубокого прорыва из-за чего не удалось окружить противника возле Львова.
В конце ноября проверки показали уровень 90 % выполнения заданий на «отлично» танковыми экипажами и артиллерийскими расчётами.

#### Висло-Одерская операция
В январе 1945 1-му Украинскому фронту поставлена задача разгромить немецкие войска группы армий «А» (30 дивизий и до 50 отдельных гарнизонных батальонов, 7 оборонительных рубежей глубиной до 500 км) между Одером и Вислой с продвижением на Бреслау. 12 января 4-я гв. танковая армия вошла в прорыв созданный 13-й армией РККА. 61-я гв. тбр в местечке Лисув уничтожила 35 танков противника. В ночь 14 на 15 января армия вышла в район Кельце и с боями овладела городом. 18 января 10 гв. тк пересёк реку Пилица и занял город Пётркув-Трыбунальски недалеко от Лодзя. 20 января танки 61-й гв. тбр подошли к реке Варта в сельской гмине Буженин (Burzenin) и предотвратили подрыв 60-тонного моста. За этот подвиг Н. Л. Юдин был удостоен звания Героя Советского Союза.
23 января 1945 62-я Пермская гв. тбр овладела городом Трахенберг, а 24 января корпус вышел на берег реки Одер. 25 января танковый батальон 62-й гв. тбр захватил мост в г. Штейнау и разминировал его. Танкисты пересекли реку, но немцы смогли снова заминировать и подорвать мост из-за чего уральские танкисты попали в окружение и геройски погибли. Поэтому части корпуса переправились в районе Кёбена, затем подошли к Штейнау с тыла и разгромили гарнизон города 31 января. Отличившемуся в ночном бою за город Штейнау П. И. Лабузу присвоили звание Героя Советского Союза.
За успешное участие в Висло-Одерской операции 62-я гв. Пермская тбр получила почётное наименование «Келецкая», 63-я гв. Челябинская тбр — «Петроковская».

Удар был столь сильным, что опрокинул не только дивизии первого эшелона, но и довольно крупные подвижные резервы, подтянутые совсем близко к фронту… Глубокие вклинения в немецкий фронты столь многочисленными, что ликвидировать их или хотя бы ограничить оказалось невозможным.— Генерал Курт фон Типпельскирх про наступление РККА с Сандомирского плацдарма.
Операция выявила необходимость иметь штатные переправочные средства в составе корпуса.
Далее 10-й гв. тк действовал в Силезии.

#### Берлинская операция
16 апреля 1945 62-я гв. Пермская тбр форсировала реку Ныса-Лужицка (Нейсе) в районе Котбуса. Главные силы корпуса разгромили в междуречье рек Шпрее и Ныса-Лужицка немецкие части.
18 апреля танкисты 61-й гв. тбр форсировали Шпрее и вскоре заняли города Калау, Луккау, Луккенвальде. Затем перерезали автостраду Франкфурт-на-Одере — Ганновер. 23 апреля вошли в Потсдам, а 25 апреля соединились с войсками 1-го Белорусского фронта, завершив окружение Берлина.
В Ночь на 25 апреля 62-я гв. тбр и 29-я гв. мсбр переправились через канал Тельтов и вошли в юго-западный район Берлина — Ванзе. В Бабельсберге 63-я гв. тбр захватила 3 концлагеря. В одном из концлагерей оказался бывший премьер-министр Франции Эдуар Эррио.
В Берлине отличился командир 299-го гв. миномётного полка подполковник В. К. Зыль. За доблесть и отвагу ему вручили звание Героя Советского Союза. Звания Героя Советского Союза удостоился командир 29-й гв. мсбр А. И. Ефремов, командир иптап Н. С. Шульженко и комбат 61-й гв. тбр капитан В. А. Марков.
Затем УДТК было приказано наступать на Прагу. Звания Героя Советского Союза получили командир УДТК генерал-лейтенант Е. Е. Белов и комбриг 63-й гв. тбр М. Г. Фомичёв, став, таким образом, дважды Героем Советского Союза.
9 мая в 4 часа утра 10-й гвардейский танковый корпус первым вступил в столицу Чехословакии, первой в город вошла 63-я Челябинская гв. тбр полковника Фомичёва. 6 часов шёл уличный бой за Прагу, весь день 9 мая. В боевом донесении штаба 1-го Украинского фронта сообщается: «войска фронта 9.05.45, продолжая наступление и ломая на отдельных участках сопротивление противника, в результате стремительного наступления овладели столицей Чехословакии городом Прага.» Далее 63-я гв. тбр ликвидировала группировку Фердинанда Шёрнера южнее Праги.
Боевой путь корпуса составил свыше 5,5 тыс. километров, из них с боями 2 тыс. километров — от Орла до Праги. Уральские добровольцы были награждены 42 368 орденами и медалями, Героями Советского Союза стали 37 танкистов, 27 — полными кавалерами ордена Славы.
Выдающимися мастерами танкового боя показали себя 12 гвардейцев корпуса, уничтоживших по 20 и более вражеских боевых машин. На боевом счету у гвардии лейтенанта М. Кученкова 32 бронеединицы, у гвардии капитана Н. Дьяченко — 31, у гвардии старшины Н. Новицкого — 29, у гвардии младшего лейтенанта М. Разумовского — 25, у гвардии лейтенанта Д. Манешина — 24, у гвардии капитана В. Маркова и гвардии старшего сержанта В. Куприянова — по 23, у гвардии старшины С. Шопова и гвардии лейтенанта Н. Булицкого — по 21, у гвардии старшины М. Пименова, гвардии лейтенанта В. Мочёного и гвардии сержанта В. Ткаченко — по 20 бронеединиц.

### В ГСВГ
Осенью 1945 года корпус был переименован в 10-ю гвардейскую танковую дивизию.
За высокие результаты в боевой учёбе дивизии 16 июня 1967 года было присвоено имя Маршала Советского Союза Р. Я. Малиновского, а 21 февраля 1978 года она награждена орденом Октябрьской Революции.
После окончания Великой Отечественной войны дивизия вошла в состав Группы советских войск в Германии (ГСВГ, ЗГВ). Входила в состав 3-й общевойсковой Краснознамённой армии. Войсковая часть — полевая почта 60550, позывной — Аленький. Место дислокации до марта 1983 года — гарнизоны Крампнитц (управление и штаб дивизии, 61-й гв. тп, 248-й гв. мсп, 359-й зрп, подразделения боевого, технического и тылового обеспечения), Потсдам (62-й гв. тп, 63-й гв. тп, 744-й гв. ап, 7-й гв. орб). С марта 1983 года — гарнизоны Альтенграбов, Розенкруг, Шенебек, Хальберштадт и Магдебург.

### В Российской Федерации
После вывода войск из Германии в 1994 году 10-я гвардейская танковая Уральско-Львовская ордена Октябрьской Революции, Краснознамённая, орденов Суворова и Кутузова добровольческая дивизия имени маршала Советского Союза Р. Я. Малиновского, согласно решению Правительства РФ, была передислоцирована в Воронежскую область в г. Богучар в составе 20-й гвардейской армии. Вошла в состав Московского военного округа. Это перемещение проводилось комбинированными маршами в период с ноября 1993 по июль 1994 года. После вывода к середине 1990-х гг. структура дивизии несколько изменилась: основу дивизии стали составлять два танковых и два мотострелковых полка. Части дивизии располагалась в трёх гарнизонах: Богучарский — штаб дивизии и основной состав частей, Воронежский — 248-й мотострелковый полк, Курский — 6-й гв. мотострелковый полк (вошёл в состав дивизии после расформирования 63-го гв. тп и 6-й гв. омсбр).
В 1997 году в состав дивизии вошёл 6-й гвардейский мотострелковый Берлинский ордена Богдана Хмельницкого полк (Курск).
В 2001 году принимала участие в боевых действиях на Северном Кавказе.
1 декабря 2009 года дивизия была расформирована, и на её базе была сформирована 262-я гвардейская база хранения вооружения и техники (танковая). Боевое Знамя сдано в ЦМВС РФ, а исторический формуляр — в архив Вооружённых сил России. Музей Боевой Славы передан на баланс Совета ветеранов в Екатеринбурге.
Красное Знамя корпуса и бригад, входящих в его состав, находятся в Зале боевой славы в Москве.

## Награды
- «Гвардейский» — почётное звание присвоено приказом Народного комиссара обороны СССР № 306 от 26 октября 1943 года при преобразовании 30-го Уральского танкового корпуса в 10-й гвардейский Уральский добровольческий танковый корпус[11].
- «Львовский» — почётное наименование присвоено приказом Верховного Главнокомандующего № 0256 от 10 августа 1944 года в ознаменование одержанной победы и отличие в боях за освобождение города Львова[11].
- Орден Красного Знамени — награждён Указом Президиума Верховного Совета СССР от 26 апреля 1945 года за образцовое выполнение заданий командования в боях с немецкими захватчиками при овладении городами Нейссе и Леобшютц и проявленные при этом доблесть и мужество[11].[12]
- Орден Суворова II степени — награждён Указом Президиума Верховного Совета СССР от 28 мая 1945 года за образцовое выполнение заданий командования в боях с немецкими захватчиками по завершению окружения Берлина, овладению городами Науэн, Эльшталь, Рорбек, Марквардт, Кетцин и проявленные при этом доблесть и мужество[11].[13]
- Орден Кутузова II степени — награждён Указом Президиума Верховного Совета СССР от 4 июня 1945 года за образцовое выполнение заданий командования в боях с немецкими захватчиками при овладении столицей Германии городом Берлин и проявленные при этом доблесть и мужество[11].[14]
- Имя Маршала Советского Союза Р. Я. Малиновского — присвоено 16 июня 1967 года за высокие результаты в боевой подготовке[11].
- Орден Октябрьской Революции — награждена Указом Президиума Верховного Совета СССР от 21 февраля 1978 года за высокие результаты в боевой подготовке[11].

Награды частей корпусного подчинения:
- 152-й отдельный гвардейский Пражский[15] орденов Богдана Хмельницкого[16] Александра Невского[17] и Красной Звезды[18] батальон связи
- 131-й отдельный гвардейский сапёрный орденов Кутузова[19], Богдана Хмельницкого[20],Александра Невского[21] и Красной Звезды[16] батальон

Всего на боевых знаменах частей, входивших в состав 10-го гвардейского танкового Уральско-Львовского, Краснознамённого, орденов Суворова и Кутузова добровольческого корпуса, 54 ордена. За отличные боевые действия, героизм, мужество и отвагу уральских добровольцев Верховный Главнокомандующий в ходе войны 27 раз объявлял корпусу и его частям благодарности.
За время Великой Отечественной войны воинам корпуса вручено 42 368 орденов и медалей, 27 солдат и сержантов стали полными кавалерами орденов Славы, 38 гвардейцам корпуса присвоено звание Героя Советского Союза.

## Танкисты-асы
В архиве Министерства обороны хранятся списки танкистов, имевших на своём личном счету по десять и более уничтоженных танков, самоходных орудий и бронетранспортёров. Таких мастеров боя — 60 в трёх танковых бригадах: в Свердловской — 32 (уничтожили в общей сложности 534 бронеединицы противника), в Пермской — 14 человек (196 бронеединиц) и в Челябинской также — 14 (всего 161 бронеединицы). Суммарно эти 60 танкистов корпуса подбили и уничтожили 901 бронеединицу вермахта, из них танков — 379, самоходных орудий — 225, бронетранспортёров — 296. Из этих шестидесяти — тридцать пять уничтожили от 10 до 15 вражеских бронеединиц каждый, тринадцать — от 16 до 19, а у двенадцати гвардейцев-танкистов на счету от 20 бронеединиц и более. Это были выдающиеся мастера танкового боя, действовавшие с особо слаженными экипажами.

## Состав
- 61-я гвардейская танковая Свердловско-Львовская ордена Ленина Краснознамённая, орденов Суворова, Кутузова и Богдана Хмельницкого бригада
- 62-я гвардейская танковая Молотовско-Келецкая Краснознамённая, орденов Суворова, Кутузова и Богдана Хмельницкого бригада
- 63-я гвардейская танковая Челябинско-Петроковская Краснознамённая, орденов Суворова и Кутузова бригада
- 29-я гвардейская мотострелковая Унечская ордена Ленина, Краснознамённая, орденов Суворова, Кутузова, Богдана Хмельницкого, Александра Невского бригада
- 416-й гвардейский самоходно-артиллерийский Берлинский орденов Кутузова и Богдана Хмельницкого полк
- 425-й гвардейский самоходно-артиллерийский Новогородский Краснознамённый, орденов Суворова, Кутузова, Богдана Хмельницкого и Александра Невского полк
- 72-й гвардейский тяжёлый танковый Львовский Краснознамённый, орденов Суворова, Кутузова, Богдана Хмельницкого, Александра Невского полк
- 426-й гвардейский лёгкий артиллерийский полк
- 299-й гвардейский миномётный Тарнопольский орденов Суворова, Кутузова, Богдана Хмельницкого, Александра Невского и Красной Звезды полк
- 359-й гвардейский зенитный артиллерийский полк
- 7-й отдельный гвардейский мотоциклетный Пражский орденов Богдана Хмельницкого, Александра Невского, Красной Звезды батальон
- 248-й отдельный гвардейский миномётный дивизион
- 131-й отдельный гвардейский моторизованный инженерный батальон
- 159-й отдельный гвардейский батальон связи
- 141-я отдельная рота химической защиты
- 266-я полевая танкоремонтная база
- 267-я полевая авторемонтная база
- 36-я отдельная автотранспортная рота (с 20 апреля 1945 года — 769-я отдельная автотранспортная рота подвоза ГСМ)
- 62-й отдельный гвардейский противотанковый дивизион (входил периодически)[24]
- авиационное звено связи
- 48-й полевой автохлебозавод
- 1930-я полевая касса Госбанка
- 2737-я военно-почтовая станция

- Управление дивизии (1 ПРП-3, 1 Р-145БМ, 1 Р-156БТР)
- 61-й гвардейский танковый Свердловско-Львовский ордена Ленина Краснознамённый орденов Суворова, Кутузова и Богдана Хмельницкого полк (Альтенграбов)

Всего: 105 Т-80, 20 БМП-2, 37 БМП-1, 4 БРМ-1К, 18 2С1 «Гвоздика», 6 2С12 «Сани»
- 62-й гвардейский танковый Пермско-Келецкий Краснознамённый орденов Суворова, Кутузова и Богдана Хмельницкого полк (Альтенграбов)

Всего: 104 Т-80, 59 БМП-2, 4 БРМ-1К, 18 2С1 «Гвоздика», 6 2С12 «Сани»
- 63-й гвардейский танковый Челябинско-Петроковский Краснознамённый, орденов Суворова и Кутузова полк (Розенкруг)

Всего: 104 Т-80, 21 БМП-2, 36 БМП-1, 4 БРМ-1К, 18 2С1 «Гвоздика», 6 2С12 «Сани»
- 248-й гвардейский мотострелковый Унечский ордена Ленина, Краснознамённый, орденов Суворова, Кутузова, Богдана Хмельницкого и Александра Невского полк (Шёнебек)

Всего: 51 Т-80, 18 БМП-2, 70 БМП-1, 5 БРМ-1К, 18 2С1 «Гвоздика», 12 2С12 «Сани»
- 744-й гвардейский самоходный артиллерийский Тарнопольский орденов Суворова, Кутузова, Богдана Хмельницкого, Александра Невского и Красной Звезды полк (Альтенграбов): 36 2СЗ «Акация», 18 БМ-21 «Град», 4 ПРП-3
- 359-й гвардейский зенитный ракетный Львовский орденов Кутузова, Александра Невского и Красной Звезды полк (Альтенграбов)
- 112-й отдельный разведывательный батальон (Хальберштадт): 14 БМП-2, 9 БРМ-1К, 3 БТР-70, 8 БТР-60, 1 Р-145БМ, 1 P-156БТР
- 152-й отдельный батальон связи (Альтенграбов): 9 Р-145БМ, 1 Р-2АМ
- 131-й отдельный инженерно-сапёрный батальон (Магдебург): 1 ИМР-2, 1 УР-67, 6 МТ-55А
- 127-й отдельный батальон химической защиты
- 1072-й отдельный батальон материального обеспечения
- 60-й отдельный ремонтно-восстановительный батальон
- 188-й отдельный медицинский батальон
- 7-й отдельный гвардейский разведывательный Пражский орденов Богдана Хмельницкого, Александра Невского и Красной Звезды батальон, Хиллерслебен

Всего в дивизии: 364 танка, 300 БМП, 11 БТР, 108 САУ, 30 миномётов, 18 РСЗО.

## Командование

### Во время войны
Командиры
- полковник Соколов, Вадим Ильич, 26 февраля — 27 марта 1943 года (врид командира корпуса до прибытия Г. С. Родина)[25]
- генерал-майор генерал-лейтенант Родин, Георгий Семёнович, 18 марта 1943 — 13 марта 1944 года
- генерал-майор танковых войск, с 2.08.1944 генерал-лейтенант танковых войск Белов, Евтихий Емельянович, 13 марта — 10 октября 1944 года
- полковник Чупров, Нил Данилович, 10 октября 1944 — 23 февраля 1945 года
- генерал-лейтенант танковых войск Белов, Евтихий Емельянович, 23 февраля 1945 — 9 мая 1945 года

Начальники штаба
- 23.10.1943 — 01.02.1944 —  Фомичёв, Михаил Георгиевич, полковник
- 02.02.1944 — 01.05.1944 — Лозовский, Александр Борисович, полковник
- 01.05.1944 — 06.07.1944 — врид  Ваганов, Иван Семёнович, полковник
- 06.07.1944 — 05.08.1944 — Белов, Пётр Дмитриевич, полковник
- 05.08.1944 — 26.12.1944 — Лозовский, Александр Борисович, полковник
- 25.12.1944 — 17.1.1945 — Хмылов, Калина Трофимович, подполковник
- 17.01.1945 — 27.04.1945 — врид Белов, Пётр Дмитриевич, полковник
- 28.04.1945 — 14.07.1945 Лозовский, Александр Борисович, полковник

Заместители командира корпуса по строевой части
- 15.12.1943 — 18.01.1945	Белов, Пётр Дмитриевич, полковник
- 23.02.1945 — 24.03.1945	Чупров, Нил Данилович, полковник (24.03.1945 погиб в бою)
- 27.04.1945 — 01.07.1945	Белов, Пётр Дмитриевич, полковник, с 27.06.1945 генерал-майор танковых войск

### В послевоенный период
- генерал-лейтенант танковых войск Белов, Евтихий Емельянович, 9 мая 1945 — 1 апреля 1946 года
- генерал-майор Фомичёв, Михаил Георгиевич, 1 апреля — 13 ноября 1946 года
- генерал-майор Брижинев, Николай Моисеевич, 13 октября 1946 — 6 марта 1948 года
- полковник Бражников, Андрей Константинович, 8 марта 1948 — 1 декабря 1952 года
- полковник Куркоткин, Семён Константинович, 1 декабря 1952 — 29 октября 1956 года
- генерал-майор Тарасов, Фёдор Григорьевич, 29 октября — 10 декабря 1956 года
- генерал-майор Руденко, Пётр Иванович, 10 декабря 1956 — 1 марта 1966 года
- генерал-майор Кротт, Вячеслав Николаевич, 1 марта 1966 — 15 июня 1970 года
- генерал-майор Кожевников, Леонид Павлович, 2 июля 1970 — 25 июня 1974 года
- генерал-майор Огульков, Венедикт Васильевич, 25 июня 1974 — 21 июля 1977 года
- генерал-майор Водолазов, Юрий Николаевич, 21 июля 1977 — 28 июня 1980 года
- полковник Востриков, Анатолий Иванович, 28 июня 1980 — 4 апреля 1984 года
- генерал-майор Кондратенко, Владимир Петрович, 4 апреля 1984 — 15 июня 1985 года
- генерал-майор Корецкий, Анатолий Григорьевич, 15 июня 1985 — 8 августа 1988 года
- генерал-майор Трошев, Геннадий Николаевич, 8 августа 1988 — 18 сентября 1991 года

### В современной России
- 15 сентября 1991 — 31 мая 1993 года — генерал-майор Евтеев, Александр Николаевич
- 31 мая 1993 — 20 июня 1994 года — генерал-майор Молтенской, Владимир Ильич
- 20 июня 1994 — 2 июля 1997 года — генерал-майор Вербицкий, Алексей Иванович
- 2 июля 1997 — 7 июля 2000 года — генерал-майор Третьяков, Александр Павлович
- 07 июля 2000 — 6 июня 2001 года — полковник Глушенко, Андрей Иванович
- 06 июня 2001 — 22 июня 2004 года — генерал-майор Бувальцев, Иван Александрович
- 22 июня 2004 — 8 августа 2006 года — генерал-майор Балалиев, Фарид Юсуфович
- 08 августа 2006 — 1 декабря 2009 года — генерал-майор Беляев, Алексей Кузьмич

## Память

Памятник воинам Уральского добровольческого танкового корпуса в Екатеринбурге

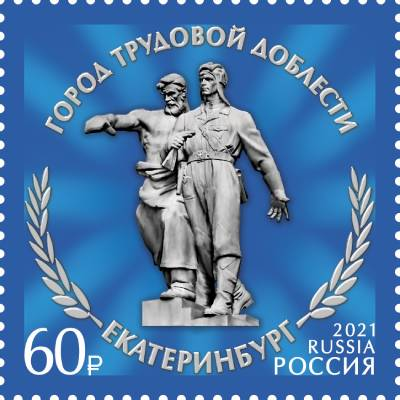
Почтовая марка 2021 год. Екатеринбург. Памятник Уральскому добровольческому танковому корпусу

- В честь героизма корпуса в 1962 году в Свердловске установлен памятник.
- В городе Дегтярске Свердловской области средняя школа № 30 носит имя Уральского добровольческого танкового корпуса. В школе имеется музей боевой славы, посвящённый истории и боевому пути танкового корпуса. Музей основан преподавателем истории Екатериной Васильевной Замотаевой. Школа расположена на улице Уральских танкистов, названной в честь воинов одного из подразделений танкового корпуса, формирование которого происходило на месте школы.
- В Перми существует сквер имени Уральских добровольцев (до 1977 года площадь Окулова). В этом месте бойцы Уральского добровольческого танкового корпуса приняли наказ жителей города и области бить фашистов и дали клятву победить врага. В 1945 году в день Победы здесь был дан салют[26]. Имя Уральского добровольческого танкового корпуса носила пионерская дружина средней школы № 25 города Перми. В этой школе есть музей Уральского добровольческого танкового корпуса, основанный в 1975 году С. К. Решетниковой.
- Во время Пражской операции первым в Прагу 9 мая 1945 года вошёл танк Т-34-85 № 24 под командованием гвардии лейтенанта И. Г. Гончаренко. В бою за Манесов мост через Влтаву танк Гончаренко был подбит, а сам Гончаренко — погиб. На месте гибели Гончаренко был установлен памятный знак. В честь его танка, как первого из пришедших на помощь восставшей Праге, в столице Чехословакии поставили памятник с ИС-2М (Памятник советским танкистам в Праге). В ходе «бархатной революции» в конце 1980-х годов танк был демонтирован с постамента.
- В городе Березники Пермского края есть улица Уральских танкистов, названная в честь Уральского добровольческого танкового корпуса.
- В честь 10-го Гвардейского Уральского добровольческого танкового корпуса назван екатеринбургский мотоклуб «Чёрные ножи».
- В городе Чайковском Пермского края установлен памятник ИСУ-152, часть прилегающей к памятнику улицы получила название площадь Уральских танкистов[27].
- В п. Лобва Свердловской области в школе № 11 существует музей «Добровольцы Урала», посвящённый уральскому добровольческому танковому корпусу. Он был открыт в 1967 г. К. Г. Суднициной, М. С. Усольцевым (директор школы), В. Г. Румянцевым (участник УДТК). В настоящее время музеем руководит З. С. Баранова, при которой музей вышел на новый уровень развития: обновилось музейное помещение, стенды, появились новые передвижные выставки, проводятся виртуальные экскурсии[28]. При музее существует отряд «Доброволец», который свято чтит традиции корпуса, активно принимает участие в Акции «Пост № 1», занимает призовые места в мероприятиях разного уровня.

## Отличившиеся воины

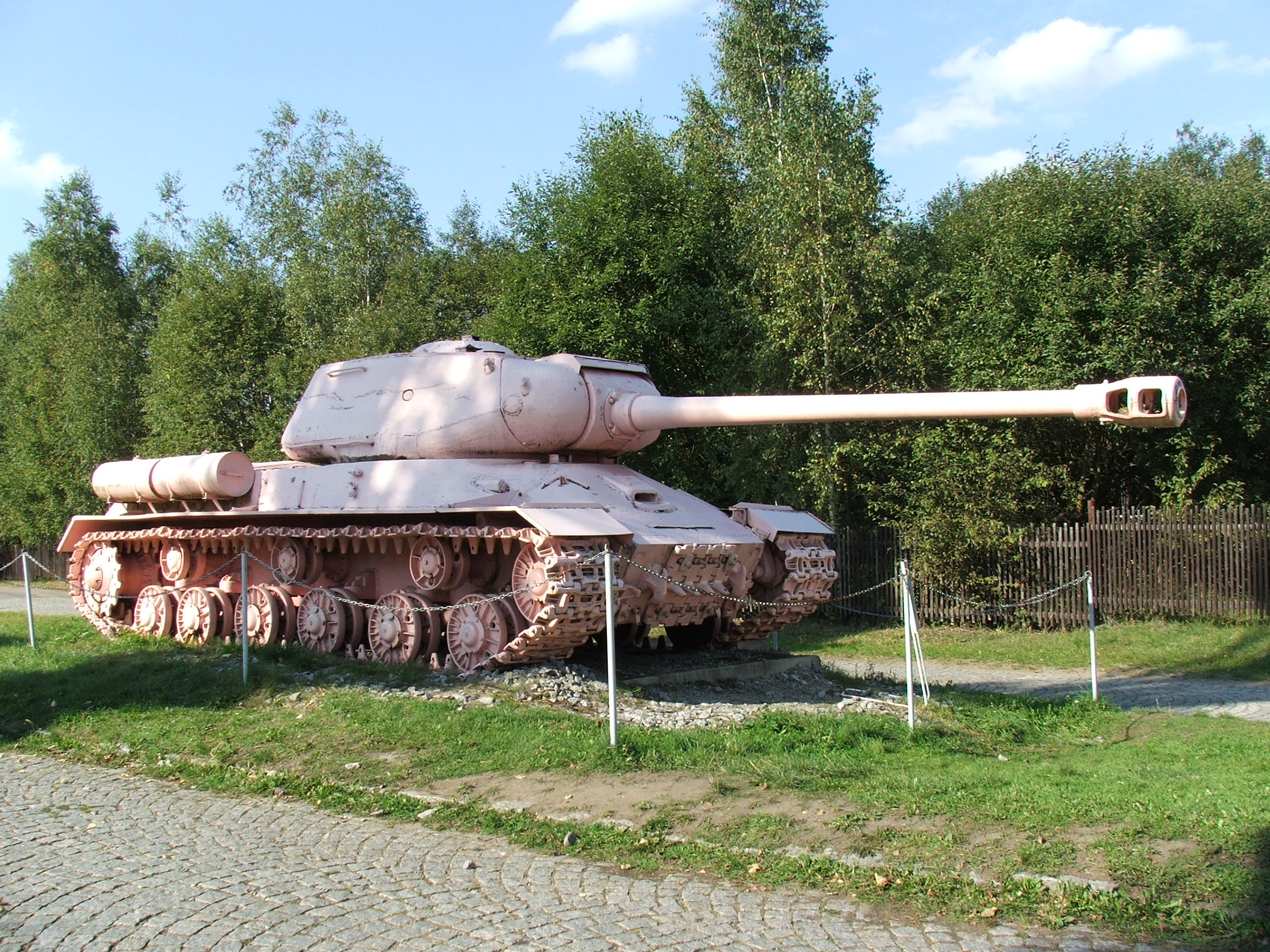
Танк ИС-2М, стоявший в Праге (1948—1991) в качестве памятника танку Т-34 И. Г. Гончаренко

37 воинам корпуса было присвоено звание Героя Советского Союза (одному — дважды):
1. генерал-лейтенант т/в Белов, Евтихий Емельянович, командир 10-го гв. тк — 29.05.1945
2. гв. старшина Бредихин, Николай Алексеевич, механик-водитель танка 62-й гв. тбр — 10.04.1945
3. гв. ст. лейтенант Денисов, Максим Яковлевич, командир роты 29-й гв. мсбр — 10.04.1945
4. гв. капитан Дозорцев, Фёдор Иванович, командир 3-го мотострелкового батальона 29-й гв. мсбр — 10.04.1945
5. гв. лейтенант Ерофеев, Алексей Васильевич, командир пулемётного взвода 62-й гв. тбр — 10.04.1945, погиб
6. гв. полковник Ефимов, Андрей Илларионович, командир 29-й гв. мсбр — 31.05.1945
7. гв. подполковник Зайцев, Василий Иванович, командир 61-й гв. тбр — 06.04.1945
8. гв. подполковник Зыль, Василий Константинович, командир 299-го гв. миномётного полка — 10.04.1945
9. гв. сержант Исаков, Василий Григорьевич, командир отделения 29-й гв. мсбр — 10.04.1945, посмертно
10. гв. майор Ишмухаметов, Ахмадулла Хозеич, командир 1-го мсб 29-й гв. мсбр — 23.09.1944
11. гв. старшина Клишин, Егор Захарович, командир орудия танка 62-й гв. тбр — 10.04.1945, посмертно
12. гв. мл. лейтенант Козлов, Николай Александрович, командир танкового взвода 62-й гв. тбр — 10.04.1945
13. гв. ст. сержант Кондауров, Иван Александрович, механик-водитель танка 62-й гв. тбр — 10.04.1945
14. гв. ст. сержант Кружалов, Василий Иванович, механик-водитель танка, 63-й гв. тбр — 10.04.1945
15. гв. мл. лейтенант Кулешов, Павел Павлович, командир взвода 63-й гв. тбр — 23.09.1944
16. гв. красноармеец Лабужский, Степан Петрович, сапёр роты управления 61-й гв. тбр — 10.04.1945, погиб
17. гв. мл. лейтенант Лабуз, Павел Иванович, командир танка 61-й гв. тбр — 10.04.1945
18. гв. старшина Мазурин, Михаил Александрович, командир орудия танка 72-го отд. гв. ттп — 10.04.1945
19. гв. капитан Марков, Владимир Александрович, командир батальона 61-й гв. тбр — 27.06.1945
20. гв. старшина Никонов, Иван Яковлевич, командир отделения бронетранспортеров 62-й гв. тбр — 24.03.1945
21. мл. лейтенант Поляков, Василий Трофимович, командир СУ-76 1222-го сап — 10.04.1945
22. гв. ст. лейтенант Потапов, Дмитрий Мефодьевич, командир взвода 63-й гв. тбр — 23.09.1944
23. гв. лейтенант Родыгин, Петр Андреевич, командир взвода 29-й гв. мсбр — 10.04.1945, погиб
24. гв. ст. сержант Романченко, Иван Ефимович, командир орудия танка 63-й гв. тбр — 10.04.1945
25. старшина Рыбаков, Николай Степанович, наводчик СУ-76 1222-го сап — 10.04.1945, погиб
26. ст. лейтенант Селищев, Василий Петрович, командир батареи 1222-го сап — 10.04.1945, пропал без вести
27. гв. капитан Скрынько, Василий Григорьевич, командир 1-го танкового батальона 61-й гв. тбр — 10.04.1945
28. гв. мл. лейтенант Смирнов, Виталий Степанович, командир пулемётного взвода 29-й гв. мсбр — 10.04.1945
29. гв. старшина Сурков, Фёдор Павлович, механик-водитель танка 63-й гв. тбр — 23.09.1944
30. гв. полковник Фомичёв, Михаил Георгиевич, командир 63-й гв. тбр — 23.09.1944, второй раз — 31.05.1945
31. гв. мл. лейтенант Хардиков, Яков Давыдович, командир взвода 29-й гв. мсбр — 24.05.1944
32. гв. мл. сержант Худяков, Николай Александрович, наводчик противотанкового ружья 29-й гв. мсбр — 26.04.1944
33. гв. лейтенант Чесак, Григорий Сергеевич, командир танка 61-й гв. тбр — 24.05.1944
34. гв. капитан Шувалов, Константин Фомич, заместитель командира мсб по политчасти 29-й гв. мсбр
35. подполковник Шульженко, Николай Семёнович, командир 504-го пушеч. арт. полка 200-я отд. лёгкая арт. бригада, 4-я ТА — 10.04.1945
36. гв. мл. лейтенант Цыганов, Петр Иванович, командир танкового взвода 63-й гв. тбр — 10.04.1945
37. гв. лейтенант Юдин, Николай Лукьянович, командир танкового взвода 61-й гв. тбр — 10.04.1945, посмертно

 Кавалеры ордена Славы трёх степеней:
1. Барышев, Дмитрий Яковлевич, гвардии сержант, помощник командира взвода 62 гвардейской танковой бригады.
2. Васильев Александр Харитонович, гвардии младший сержант, автоматчик разведывательного взвода роты управления 61 гвардейской танковой бригады.
3. Волков, Александр Михайлович, гвардии младший сержант, наводчик орудия танка 62 гвардейской танковой бригады.
4. Волков, Лев Николаевич, гвардии старший сержант, наводчик орудия танка Т-34 танкового батальона 61 гвардейской танковой бригады. Пропал без вести 20 марта 1945 года.
5. Далакян, Владимир Аракелович, гвардии сержант, командир отделения автоматчиков 62 гвардейской танковой бригады.
6. Другов, Илья Дмитриевич, гвардии старший сержант, командир отделения мотоциклетной роты 7 отдельного гвардейского мотоциклетного батальона.
7. Зимин, Виктор Васильевич, гвардии старший сержант, командир танкового орудия 62 гвардейской танковой бригады. Погиб в бою 5 мая 1945 года.
8. Капустин, Иван Алексеевич, гвардии сержант, командир отделения моторизованного батальона автоматчиков 62 гвардейской танковой бригады.
9. Катаев, Александр Демидович, гвардии старший сержант, радист-стрелок танка 61 гвардейской танковой бригады.
10. Кургузов, Иван Ефимович, гвардии старший сержант, командир орудийного расчёта артиллерийской батареи 29 гвардейской мотострелковой бригады.
11. Литягин, Михаил Фёдорович, гвардии старшина, радист-пулемётчик танка Т-34 62 гвардейской танковой бригады.
12. Масленников, Пётр Андреевич, гвардии старший сержант, командир танка Т-34 1 танкового батальона 61 гвардейской танковой бригады. Погиб в бою 25 марта 1945 года.
13. Минин, Василий Афанасьевич, гвардии сержант, командир отделения разведывательной роты 61 гвардейской танковой бригады.
14. Невредимов, Василий Иванович, гвардии старшина, радист-пулемётчик танка Т-34 62 гвардейской танковой бригады.
15. Павлушин, Алексей Андреевич, гвардии сержант, командир отделения 131 отдельного гвардейского сапёрного батальона.
16. Самодуров, Евгений Парфёнович, гвардии старший сержант, радист-стрелок танка Т-34 танкового батальона 61 гвардейской танковой бригады. Погиб в бою в 1945 году.
17. Силаев, Пётр Михайлович, гвардии сержант, командир отделения 131 отдельного гвардейского сапёрного батальона.
18. Смирнов, Семён Васильевич, гвардии старший сержант, командир бронетранспортера 7 отдельного гвардейского мотоциклетного батальона.
19. Снигирёв, Иван Прокопьевич, гвардии сержант, командир отделения взвода разведки управления 62 гвардейской танковой бригады.
20. Стрыгин, Василий Тихонович, гвардии старший сержант, помощник командира взвода 7 отдельного гвардейского мотоциклетного батальона.
21. Фокин, Кузьма Гаврилович, гвардии старшина, механик-регулировщик танка 61 гвардейской танковой бригады. Погиб в бою 29 марта 1945 года.
22. Хоменко, Дмитрий Николаевич, гвардии старшина танка ИС-122 72 отдельного гвардейского тяжёлого танкового полка.
23. Хуснутдинов, Ахнаф Галимьянович, гвардии рядовой, замковый орудийного расчёта 3 мотострелкового батальона 29 гвардейской мотострелковой бригады.
24. Чирков, Леонид Николаевич, гвардии сержант, командир отделения разведки 299 гвардейского миномётного полка.
25. Шанин, Михаил Васильевич, гвардии сержант, командир отделения 131 отдельного гвардейского сапёрного батальона.
26. Шевелёв, Анатолий Иосифович, гвардии старший сержант, механик-водитель танка 61 гвардейской танковой бригады.
27. Шишкин, Степан Иванович, гвардии старшина, помощник командира взвода отдельной инженерно-минной роты 29 гвардейской мотострелковой бригады.
28. Шлыков, Виктор Филиппович, гвардии старшина, командир орудийного расчёта 29 гвардейской мотострелковой бригады.

## Известные люди, служившие в дивизии
- Родионов Игорь Николаевич — министр обороны Российской Федерации (1996—1997), генерал армии. С февраля 1958 года — командир танкового взвода, с апреля 1963 по декабрь 1964 года — командир танковой роты тяжёлого танкового полка дивизии.
- В 61 гвардейском танковом полку служил Лев Валерьянович Лещенко — советский исполнитель эстрадных песен.
- Мозговенко, Иван Пантелеевич
- Очеретин, Вадим Кузьмич